# 746 TCN
746 TCN là một năm trong lịch La Mã.